# Bahr Keïta
Le Bahr Keïta est une rivière du Tchad. Elle se partage entre les régions de Salamat et du Moyen-Chari.

## Géographie
La rivière se jette dans le Chari à 3km au nord de Sarh.
Avec environ 200km de longueur, le Bahr Keïta est un des plus courts affluents du Chari.

## Hydrologie
Il est alimenté par le bassin versant du massif du Djebel Marra, au Soudan voisin.
Le Bahr Keïta est probablement un ancien bras de fleuves importants qui descendaient du Darfour; il sert à présent de drain à la zone marécageuse située entre les rivières Bahr Salamat et Aoukalé. Il existerait notamment une connexion hydrographique entre le Bahr Salamat et le Bahr Keïta, car on observe des pertes importantes, en saison sèche, du Salamat vers le Keïta.